# 星光魔法
《星光魔法！》（ワッチャプリマジ!）是由Takara Tomy Arts与syn Sophia共同開發之日本卡片互動街機遊戲「星光系列」的第四作，並有龍之子Production與DONGWOO ANIMATION制作的改編動畫。

## 故事簡介
《星光魔法》是一個能實現歌舞表演的娛樂平台，看似充滿魔法的舞台有個驚人秘密，這個設施真的是由魔法運行的！
憧憬著《星光魔法》的少女小祭，一直期待可以在《星光魔法》登台表演的一天，突然與來自魔法世界的喵姆相遇了！為了不輸給各式各樣的對手，兩人一起出道《星光魔法》朝向頂尖努力！

## 登場人物

### 主要人物
陽比野祭（配音員：廣瀨千夏（日本）；成瑤孆（香港））
使用品牌:Lovely Melody
私立真直祥寺中學一年級生。最喜歡祭典與《星光魔法》。
遊戲第一章作為玩家角色登場。
韓國在閃耀吧！星夢頻道大型機台星夢彩蛋五彈為玩家角色登場(2022年12月22日到2023年2月22日)。
喵姆（配音員：小池理子（日本）；凌晞（香港））
來自魔法世界的貓型魔法使，有著無限活力的搗蛋鬼。
遊戲第一章作為非可用角色登場，遊戲第二季初期才正式成為玩家角色。
彌生希娜（配音員：内田彩（日本）；張頌欣（香港））
使用品牌:Vivid Star
就讀運動體育專校的中學三年級生，性格熱情開放，很受後輩愛戴。
在去年的《星光魔法大嘉年華》決賽飲恨敗給珍妮花，對於今年不參賽的珍妮花抱持不諒解的敵意。
遊戲第一章作為玩家角色登場。
韓國在閃耀吧！星夢頻道大型機台星夢彩蛋六彈為玩家角色登場(2023年2月23日到5月3日)。
琪沐沐（配音員：引坂理繪（日本）；陸惠玲（香港））
與希娜搭檔的天竺鼠型魔法使。性格高傲，與喵姆關係不好。
遊戲第一章作為非可用角色登場，遊戲第二季初期(2022年12月15日)才正式成為玩家角色。
心愛檸檬（配音員：鈴木杏奈（日本）；魏惠娥（香港））
使用品牌:Radiant Abyss
中學二年級生，性格內向、面對外人容易緊張，原本是專攻MMORPG的實況直播玩家，因為受到朋友建議而投入《星光魔法》。
遊戲第二章作為玩家角色登場。
韓國在閃耀吧！星夢頻道大型機台星夢彩蛋五彈為玩家角色登場(2023年5月4日到8月2日)。
凱龍（配音員：吉河順央（日本）；曾秀清（香港））
與檸檬搭檔的兔子型魔法使。舉止充滿禮節，但有著無法通融的嚴格一面。
遊戲第二章作為非可用角色登場，遊戲第二季第四章才正式成為玩家角色。
皇甜音（配音員：庄司宇芽香（日本）；劉惠雲（香港））
使用品牌:Eternal Revue
就讀貴族學校的中學三年級生，總是受後輩仰慕的勁酷型美女。
遊戲第三章作為玩家角色登場。
韓國在閃耀吧！星夢頻道大型機台星夢彩蛋五彈為玩家角色登場(2023年5月4日到8月2日)。
帕塔諾（配音員：小原好美（日本）；沈小蘭（香港））
與甜音搭檔的獨角獸型魔法使。非常仰慕甜音。
遊戲第三章作為非可用角色登場，遊戲第二季第六章才正式成為玩家角色。
甘瓜米露琪（配音員：相良茉優（日本）；黃昕瑜（香港））
使用品牌:Cherry Sugar
中學二年級生，甜美可愛的外表下有著極深的城府，非常致力於表面形象，夢想是建造一座甜美的博物館。家裡經營蔬菜店，不擅長運動。
遊戲第四章作為玩家角色登場。
韓國在閃耀吧！星夢頻道大型機台星夢彩星光閃耀群星二彈為玩家角色登場(2023年8月3日到11月1日)。
哈尼（配音員：小倉唯（日本）；林元春（香港））
與米露琪搭檔的熊型魔法使。背後的拉鍊裡似乎隱藏驚人的秘密？
遊戲第四章作為非可用角色登場，遊戲第二季第三章才正式成為玩家角色。
御芽河阿烏魯（配音員：藤寺美德（日本）；詹健兒（香港））
使用品牌:ELECTRO REMIX
「OMEGA會社」社長阿智彥的女兒，擅長操作機械的神祕天才少女，為「OMEGA會社」的社長繼承人，目前更擔任會社研究開發部門的負責人。
擁有一隻名叫「條紋」（タテジマ）（配音員：伊藤加奈惠（日本））的機器貓頭鷹作為自己表演時的替代魔法使。
於第25話正式偶像出道，似乎對陽比野祭有著濃厚的興趣，該話結尾更是選擇住進小祭家以對其做進一步的了解。
遊戲第四章作為玩家角色登場。
韓國在閃耀吧！星夢頻道大型機台星夢彩星光閃耀群星二彈為玩家角色登場(2023年8月3日到11月1日)。
珍妮花·純戀·索爾（配音員：青野紗穗（日本）；陸惠玲（香港））
使用品牌:SHINING DIVA
小祭最為憧憬的偶像，上一屆《星光魔法大嘉年華》的冠軍，說話總是喜歡插入英語詞句。今年因為往海外發展而宣布不參賽。
遊戲第三章作為限定玩家角色登場(2022年3月10日到3月30日)，遊戲第六章才正式作為玩家角色。

### 魔法世界
琉玫（配音員：羊宮妃那（日本）；黃昕瑜（香港））
與珍妮花搭檔的魔法使，自上屆《星光魔法大嘉年華》後就下落不明。似乎向小祭發出了拯救珍妮花的請求。
遊戲第三章(2021年3月10日到3月30日)和第六章作為非可用角色登場。
斐斯麗達（配音員：松本梨香（日本）；黃鳳英（香港））
魔法界魔法學園的學園長。
喵爺（配音員：古川登志夫（日本）；招世亮（香港））
養育喵姆長大的年長男性魔法使。
遊戲第四章作為非可用角色登場。

### TrutH
伊吹橙真（配音員：梶原岳人、藤原夏海（幼年）（日本）；李凱傑、袁淑珍（幼年）（香港））
小祭的同學既青梅竹馬，正在向英吉學藝。
第28話偶像出道。
休伊（配音員：田丸篤志（日本）；曹啟謙、詹健兒（幼年）（香港））
菲絲莉妲的助理魔法使，能變身為藍色的狼，經常來人類世界關心魔法使與偶像們的近況。對橙真相當親近。
第28話與橙真一起偶像出道。

### Prism Stone
提供時裝販賣及演唱會場地的綜合型商場。
小助理（配音員：伊藤加奈惠（日本）；劉惠雲（香港））
複數存在的小妖精，負責幫星光魔法的偶像們化妝與更衣。
松里達（配音員：松本梨香（日本）；黃鳳英（香港））
《Prism Stone》的店長，長相與斐斯麗達神似。

### OMEGA會社
負責結合魔法技術與演唱會，並與Prism Stone合作的公司。
御芽河阿智彦（配音員：綠川光（日本）；葉振聲（香港））
負責在人類世界運行《星光魔法》的企業「OMEGA會社」的社長。
御芽河祈瑠（配音員：小林千晃（日本）；梁偉德（香港））
第13話登場，阿智彥的兒子。
赤井眼鏡姐（配音員：伊藤加奈惠（日本）；曾秀清（香港））
自前作「星光少女」及往後系列出場。本作的世界觀中擔任阿智彦的助理。

### 元素之神
鳳凰（配音員：渡邊明乃（日本）；雷碧娜（香港））
火元素之神。
翁丁尼（配音員：大原沙耶香（日本）；陸惠玲（香港））
水元素之神，亦是小祭等人的教練。
伏特（配音員：森嶋優花（日本）；陸惠玲（香港））
雷元素之神，第30話誕生。
盧克斯&阿特爾（配音員：藤原夏海（日本））
光與暗元素之神，第38話誕生，為兩人一組。

### 家人
陽比野英吉（配音員：森田順平（日本）；雷霆（香港））
小祭的外公，是自家糖果店《CAROL》的職業糖塑師傅。
陽比野祝（配音員：小清水亞美（日本）；曾秀清（香港））
小祭的母親。
陽比野道人（配音員：興津和幸（日本）；陳卓智（香港））
小祭的父親。
米露琪的父母（配音員：蒔村拓哉（父）（日本）；潘文柏（父）（香港））
米露琪的父母。蔬菜店店主。

### 其他
柚雞梢（配音員：森嶋優花（日本）；劉惠雲（香港））
小祭的同學。
御牛寬美（配音員：三重野帆貴（日本）；詹健兒（香港））
小祭的同學。
芋洗扇（配音員：星乃葉月（日本）；魏惠娥（香港））
希娜的同學。
滑嘟嘟（配音員：田中千惠美（日本）；劉惠雲（香港））
檸檬在MMORPG的隊友們。
鮑魚刷@自由人（配音員：矢野妃菜喜（日本）；張頌欣（香港））
檸檬在MMORPG的隊友們。
嘆息深紅（配音員：前田佳織里（日本）；黃昕瑜（香港））
檸檬在MMORPG的隊友們。
花屋敷翠子（配音員：森奈奈子（日本）；林元春（香港））
甜音的同校學姊，是發現甜音作為偶像的潛能的重要前輩。
宇津嶋尚造（配音員：金光宣明（日本）；潘文柏（香港））
第5話登場。攝影師。

## 遊戲
預定於2021年10月開始運行。

## 電視動畫
日本於2021年10月3日開始播放。香港則於2025年4月10日起首播。

### 製作人員
- 原作：Takara Tomy A.R.T.S、Syn Sophia
- 總監督：佐藤順一
- 監督：小林浩輔
- 導演：  Park Chi Man
- 系列構成：坪田文
- 角色原案：梨本裕美
- 動畫角色設計：戶田彩香
- CG總監：乙部善弘
- 音響：長崎行男
- 音樂：水谷廣實
- 音樂制作：Avex Pictures
- 動畫製作：龍之子Production
- 動畫共同制作：龍之子Production、DONGWOO A&E
- 製作、著作：東京電視台、PM製作委員會

### 各話標題
| 話數   | 日文標題 | 中文標題                                     | 香港標題                                 | 劇本            | 分鏡                       | 故事板                        | 演出              | 動畫演出         | 作畫監修                                                            |
| ------ | -------- | -------------------------------------------- | ---------------------------------------- | --------------- | -------------------------- | ----------------------------- | ----------------- | ---------------- | ------------------------------------------------------------------- |
| 第1話  |          | 一起星光魔法吧！                             | 一起參加星光魔法                         | 坪田文          | 小林浩輔                   | Nam Sung Min An Jai Ho        | 小林浩輔          | Nam Sung Min     | 戶田沙也加 齊藤里枝 川島尚 滿田一 青木康哲 島田聰 鈴木和音 石川哲也 |
| 第2話  |          | 要上了！慶典舞台                             | 上吧，祭典舞台                           | 村山功          | 小松達彥                   | Choi Hun Cheol Na Ki Chual    | 熊野千尋          | Na Ki Chual      | 戶田沙也加 齊藤里枝 川島尚 青木康哲 島田聰                          |
| 第3話  |          | 時尚老大・小雛前來拜訪！                     | 潮流教主，希娜駕到                       | 坪田文          | 南康宏                     | Jeon Byung Cheol Nam Sung Min | 米田光宏          | Jeon Byung Cheol | 戶田沙也加 齊藤里枝 川島尚 青木康哲 島田聰                          |
| 第4話  |          | 隊伍解散！？也太快了吧～                     | 這樣就拆夥？也太快了吧                   | 坪田文          | 佐藤順一 小林浩輔          | Park Chi Man Nam Sung Min     | 徐惠真            | Park Chi Man     | 戶田沙也加 齊藤里枝 川島尚 滿田一 青木康哲 島田聰                   |
| 第5話  |          | 快看快看！是可可愛愛的牛奶哦（比～心）       | 你看你看 是很可愛很可愛的米露琪，心心    | 廣田光毅        | 菅原靜貴                   | Nam Sung Min An Jai Ho        | 菅原靜貴          | Nam Sung Min     | 戶田沙也加 齊藤里枝 川島尚 青木康哲 島田聰                          |
| 第6話  |          | 暗黑星光魔法之星！？檸檬現身！               | 黑暗星光魔法之星？檸檬現身               | 村山功          | 誌村宏明                   | Choi Hun Cheol Na Ki Chual    | 黑瀨大輔          | Na Ki Chual      | 戶田沙也加 齊藤里枝 川島尚 滿田一 青木康哲 島田聰                   |
| 第7話  |          | 多喵地愉快☆爽快☆魔法界！                     | 喵那麼愉快，爽快，魔法界                 | 天真滿          | 渡邊健一郎                 | Jeon Byung Cheol Nam Sung Min | 渡邊健一郎        | Jeon Byung Cheol | 齊藤里枝 川島尚 青木康哲 島田聰                                     |
| 第8話  |          | 小雛師姐的真格特訓！嚴厲啊嚴厲厲是真心嚴厲！ | 希娜前輩的認真特訓 嚴格嚴格，太嚴格了    | 廣田光毅        | 米田光宏                   | Park Chi Man Nam Sung Min     | 米田光宏          | Park Chi Man     | 戶田沙也加 齊藤里枝 川島尚 青木康哲 島田聰                          |
| 第9話  |          | 心・覺醒！檸檬降臨！！                       | 心之覺醒，檸檬要降臨了                   | 村山功          | 小松達彥                   | Nam Sung Min An Jai Ho        | 伊藤浩            | Nam Sung Min     | 戶田沙也加 齊藤里枝 川島尚 青木康哲 島田聰                          |
| 第10話 |          | 星光魔法強無敵！激情線下會！！               | 星光魔法無敵，激情線下聚會               | 助川紗和子      | 今中菜菜                   | Choi Hun Cheol Na Ki Chual    | 今中菜菜          | Na Ki Chual      | 齊藤里枝 川島尚 青木康哲 島田聰                                     |
| 第11話 |          | 跳吧小雛！飛躍孤獨！                         | 跳吧希娜，飛越孤獨，繼續向前             | 廣田光毅        | 菅原靜貴                   | Jeon Byung Cheol Nam Sung Min | 熊野千尋          | Jeon Byung Cheol | 戶田沙也加 齊藤里枝 川島尚 滿田一 青木康哲 島田聰                   |
| 第12話 |          | 小祭大戰小雛 鳳凰會對誰微笑？                | 小祭VS希娜 鳳凰最後會向誰微笑？          | 坪田文          | 南康宏                     | Park Chi Man Nam Sung Min     | 伊藤浩            | Park Chi Man     | 戶田沙也加 齊藤里枝 川島尚 滿田一 青木康哲 島田聰                   |
| 第13話 |          | 哇恰・魔法咒語                               | 嘩查，魔法咒語                           | 坪田文          | 佐藤順一 小林浩輔          | Nam Sung Min An Jai Ho        | 鷹山勇次          | Nam Sung Min     | 戶田沙也加 齊藤里枝 川島尚 滿田一 青木康哲 島田聰                   |
| 特別篇 |          | 麻吉易懂！哇恰星光魔法學園                   |                                          | 無              | 無                         | 無                            | 無                | 無               | 無                                                                  |
| 第14話 |          | 炙熱古怪又美麗～天音的星光魔法～             | 熱情妖艷與華麗 甜音的星光魔法            | 天真滿          | 誌村宏明                   | Choi Hun Cheol Na Ki Chual    | 米田光宏          | Na Ki Chual      | 戶田沙也加 齊藤里枝 川島尚 滿田一 青木康哲 島田聰 石川哲也          |
| 第15話 |          | 幹不下去了！集訓什麼的誰幹得下去啊！         | 我受夠了 集訓這種事不是人做的            | 村山功          | 南康宏                     | Jeon Byung Cheol Nam Sung Min | 高橋福大郎        | Jeon Byung Cheol | 戶田沙也加 齊藤里枝 川島尚 青木康哲 島田聰                          |
| 第16話 |          | 橙真的「麻吉」 休伊的「麻吉」                | 橙真的麻吉，休伊的麻吉                   | 坪田文          | 小松達彥                   | Park Chi Man Nam Sung Min     | 熊野千尋          | Park Chi Man     | 戶田沙也加 齊藤里枝 川島尚 青木康哲 島田聰                          |
| 第17話 |          | 奇姆姆 一直以來受你照顧了…                   | 棋沐沐走了，謝謝照顧，chimu              | 廣田光毅        | 誌村宏明                   | Nam Sung Min An Jai Ho        | 伊藤浩            | Nam Sung Min     | 戶田沙也加 齊藤里枝 川島尚 青木康哲 島田聰                          |
| 第18話 |          | 天音的心 秘密的花園                          | 甜音的內心，秘密的花園                   | 坪田文          | 大島克也                   | Choi Hun Cheol Na Ki Chual    | 大島克也          | Na Ki Chual      | 戶田沙也加 齊藤里枝 川島尚 青木康哲 島田聰                          |
| 第19話 |          | 大家一起！又去了一次☆魔法界！                | 大家一起！去了又去是什麼世界☆魔法界！    | 村山功          | 渡邊健一郎                 | Jeon Byung Cheol Nam Sung Min | 渡邊健一郎        | Jeon Byung Cheol | 戶田沙也加 齊藤里枝 川島尚 青木康哲 島田聰                          |
| 第20話 |          | 空前絕後的！牛奶心機訴訟哦！                 | 空前絕後！米露琪惡意賣萌大審判！         | 天真滿          | 小松達彥                   | Park Chi Man Nam Sung Min     | 黑瀨大輔          | Park Chi Man     | 戶田沙也加 齊藤里枝 川島尚 青木康哲 島田聰                          |
| 第21話 |          | 我是珍妮弗！                                 | I am Jennifer                            | 土屋理敬        | 江副仁美                   | Nam Sung Min An Jai Ho        | 熊野千尋          | Nam Sung Min     | 戶田沙也加 齊藤里枝 川島尚 滿田一 青木康哲 島田聰 石川哲也          |
| 第22話 |          | 請看緊急特別節目阿嘞！                       | 請欣賞臨時特備節目                       | 天真滿          | 米田光宏                   | Choi Hun Cheol Na Ki Chual    | 米田光宏          | Na Ki Chual      | 戶田沙也加 齊藤里枝 川島尚 青木康哲 島田聰                          |
| 第23話 |          | 最後的考驗 大家站C位！                       | 最後的考驗 大家一起站C位                 | 村山功          | 佐藤順一 小林浩輔          | Jeon Byung Cheol Nam Sung Min | 伊藤浩 高橋福大郎 | Jeon Byung Cheol | 戶田沙也加 齊藤里枝 川島尚 青木康哲 島田聰                          |
| 第24話 |          | 匯演我們來了！5人的麻吉                      | 一起登上大匯演！五個人的魔法             | 廣田光毅        | 江副仁美 小林浩輔 小松達彥 | Park Chi Man Nam Sung Min     | 兒玉和子          | Park Chi Man     | 戶田沙也加 齊藤里枝 川島尚 滿田一 青木康哲 島田聰                   |
| 特別篇 |          | 新學期了！哇恰星光魔法學園                   |                                          | 無              | 無                         | 無                            | 無                | 無               | 無                                                                  |
| 第25話 |          | 檢證數據文件 御芽河梟的情形                  | 驗證資料檔案 御芽河阿烏魯的情況          | 土屋理敬        | 小松達彥                   | Nam Sung Min An Jai Ho        | 黑瀨大輔          | Nam Sung Min     | 戶田沙也加 齊藤里枝 川島尚 滿田一 青木康哲 島田聰                   |
| 第26話 |          | 小梟的英吉研究白皮書！                       | 阿烏魯的英吉研究白皮書！                 | 村山功          | 西田健一                   | Choi Hun Cheol Na Ki Chual    | 熊野千尋          | Na Ki Chual      | 戶田沙也加 齊藤里枝 川島尚 滿田一 青木康哲 島田聰                   |
| 第27話 |          | 交織的命運                                   | 互相交織的命運                           | 坪田文          | 佐藤順一 小林浩輔          | Jeon Byung Cheol Nam Sung Min | 米田光宏          | Jeon Byung Cheol | 戶田沙也加 齊藤里枝 川島尚 滿田一 青木康哲 島田聰                   |
| 第28話 |          | 你是我最珍重的人！我們的麻吉！               | 你是我最珍惜的人！我們的魔法！           | 坪田文          | 西田健一                   | Park Chi Man Nam Sung Min     | 兒玉和子          | Park Chi Man     | 戶田沙也加 齊藤里枝 川島尚 滿田一 青木康哲 島田聰                   |
| 第29話 |          | 和誰組隊？雙人配對大賽                       | 和誰組隊？憑感覺雙人配對大賽             | 天真滿          | 山本三輪子                 | Nam Sung Min An Jai Ho        | 高橋福大郎        | Nam Sung Min     | 戶田沙也加 齊藤里枝 川島尚 滿田一 青木康哲 島田聰                   |
| 第30話 |          | 眼鏡與隱形眼鏡                               | 眼鏡與隱形眼鏡                           | 土屋理敬        | 松園公                     | Choi Hun Cheol Na Ki Chual    | 熊野千尋          | Na Ki Chual      | 戶田沙也加 齊藤里枝 川島尚 滿田一 青木康哲 島田聰                   |
| 第31話 |          | 麻吉？科技？開始吧 雙人星光魔法！            | 要魔法？還是要科技？來吧、雙人星光魔法！ | 廣田光毅        | 小松達彥                   | Jeon Byung Cheol Nam Sung Min | 米田光宏          | Jeon Byung Cheol | 戶田沙也加 齊藤里枝 川島尚 滿田一 青木康哲 島田聰                   |
| 第32話 |          | 世上唯一的花～天音的麻吉～                   | 獨一無二的花～甜音的認真～               | 天真滿 坪田文   | 坂田純一                   | Park Chi Man Nam Sung Min     | 黑瀨大輔          | Park Chi Man     | 戶田沙也加 齊藤里枝 川島尚 滿田一 青木康哲 島田聰                   |
| 第33話 |          | 嚮往太陽的人們                               | 嚮往太陽的人                             | 坪田文          | 西田健一                   | Nam Sung Min An Jai Ho        | 伊藤浩            | Nam Sung Min     | 戶田沙也加 齊藤里枝 川島尚 滿田一 青木康哲 島田聰                   |
| 第34話 |          | 只屬於我的閃亮之星                           | 只屬於我的閃亮之星                       | 坪田文          | 大宙征基                   | Choi Hun Cheol Na Ki Chual    | 兒玉和子          | Na Ki Chual      | 戶田沙也加 齊藤里枝 川島尚 滿田一 青木康哲 島田聰                   |
| 第35話 |          | 舞動吧！小雛與天音的雙人魔法！               | 飛舞天上！希娜和甜音的雙人魔法！         | 土屋理敬        | 宗廣智行                   | Jeon Byung Cheol Nam Sung Min | 熊野千尋          | Jeon Byung Cheol | 戶田沙也加 齊藤里枝 川島尚 滿田一 青木康哲 島田聰                   |
| 第36話 |          | 再會了檸檬！丘戎告辭                         | 再見檸檬！凱龍要請辭了                   | 村山功          | 誌村宏明                   | Park Chi Man Nam Sung Min     | 米田光宏          | Park Chi Man     | 戶田沙也加 齊藤里枝 川島尚 滿田一 青木康哲 島田聰                   |
| 第37話 |          | 沒問題吧！？牛奶檸檬約會！                   | 有沒有問題！？米露琪檸檬去約會！         | 高橋征也        | 誌村宏明                   | Nam Sung Min An Jai Ho        | 高橋福大郎        | Nam Sung Min     | 戶田沙也加 齊藤里枝 川島尚 滿田一 青木康哲 島田聰                   |
| 第38話 |          | 刮目相看呀！這就是我們的雙人魔法哦！         | 睜開眼睛看清楚！這是我們的雙人魔法！     | 村山功          | 渡邊健一郎                 | Choi Hun Cheol Na Ki Chual    | 渡邊健一郎        | Na Ki Chual      | 戶田沙也加 齊藤里枝 川島尚 滿田一 青木康哲 島田聰                   |
| 第39話 |          | 灼熱的夢想家 御芽河阿智彦                    |                                          | 廣田光毅        | 小松達彥                   | Jeon Byung Cheol Nam Sung Min | 黑瀨大輔          | Jeon Byung Cheol | 戶田沙也加 齊藤里枝 川島尚 滿田一 青木康哲 島田聰                   |
| 第40話 |          | 你是我的陽光                                 |                                          | 坪田文          | 大宙征基                   | Park Chi Man Nam Sung Min     | 熊野千尋          | Park Chi Man     | 戶田沙也加 齊藤里枝 川島尚 滿田一 青木康哲 島田聰                   |
| 第41話 |          | 星光魔法 麻吉完蛋了！？                      |                                          | 土屋理敬        | 室谷靖                     | Nam Sung Min An Jai Ho        | 伊藤浩            | Nam Sung Min     | 戶田沙也加 齊藤里枝 川島尚 滿田一 青木康哲 島田聰                   |
| 第42話 |          | 在下與麻吉的距離                             |                                          | 村山功          | 山本三輪子                 | Choi Hun Cheol Na Ki Chual    | 高橋福大郎        | Na Ki Chual      | 戶田沙也加 齊藤里枝 川島尚 滿田一 青木康哲 島田聰                   |
| 第43話 |          | 想要贏！傳達到 我的麻吉                      |                                          | 廣田光毅        | 西田健一                   | Jeon Byung Cheol Nam Sung Min | 兒玉和子          | Jeon Byung Cheol | 戶田沙也加 齊藤里枝 川島尚 滿田一 青木康哲 島田聰                   |
| 第44話 |          | 牛奶夢幻～特飲♡請嘗嘗看（吐舌）              |                                          | 高橋征也        | 小松達彥                   | Park Chi Man Nam Sung Min     | 米田光宏          | Park Chi Man     | 戶田沙也加 齊藤里枝 川島尚 滿田一 青木康哲 島田聰                   |
| 第45話 |          | 科學的路 小梟的道路                          |                                          | 土屋理敬        | 松園公                     | Nam Sung Min An Jai Ho        | 熊野千尋          | Nam Sung Min     | 戶田沙也加 齊藤里枝 川島尚 滿田一 青木康哲 島田聰                   |
| 第46話 |          | 獻給小姐您的…“我愛你”                        |                                          | 高橋征也 坪田文 | 大空征基                   | Choi Hun Cheol Na Ki Chual    | 伊藤浩            | Na Ki Chual      | 戶田沙也加 齊藤里枝 川島尚 滿田一 青木康哲 島田聰                   |
| 第47話 |          | 麻吉的嗎！漸漸迫近的慶典！                   |                                          | 村山功          | 渡邊健一郎                 | Jeon Byung Cheol Nam Sung Min | 渡邊健一郎        | Jeon Byung Cheol | 戶田沙也加 齊藤里枝 川島尚 滿田一 青木康哲 島田聰                   |
| 第48話 |          | 開幕！尤孚莉亞之舞                           |                                          | 廣田光毅        | 小林浩輔                   | Park Chi Man Nam Sung Min     | 小林浩輔          | Park Chi Man     | 戶田沙也加 齊藤里枝 川島尚 滿田一 青木康哲 島田聰                   |
| 第49話 |          | 麻那麻那・麻吉啪・丘比                       |                                          | 土屋理敬        | 小林浩輔                   | Nam Sung Min An Jai Ho        | 小林浩輔          | Nam Sung Min     | 戶田沙也加 齊藤里枝 川島尚 滿田一 青木康哲 島田聰                   |
| 第50話 |          | 你為我施的魔法                               |                                          | 坪田文          | 佐藤順一                   | Choi Hun Cheol Na Ki Chual    | 伊藤浩            | Na Ki Chual      | 戶田沙也加 齊藤里枝 川島尚 滿田一 青木康哲 島田聰                   |
| 第51話 |          | 大家 一起星光魔法吧！                        |                                          | 村山功          | 誌村宏明                   | Jeon Byung Cheol Nam Sung Min | 米田光宏          | Jeon Byung Cheol | 戶田沙也加 齊藤里枝 川島尚 滿田一 青木康哲 島田聰                   |

### 播放电视台
| 東京電視台 星期日 10:00－10:30 節目 | 東京電視台 星期日 10:00－10:30 節目       | 東京電視台 星期日 10:00－10:30 節目 |
| ----------------------------------- | ----------------------------------------- | ----------------------------------- |
|                                     | 星光魔法 （2021年10月3日－2022年10月9日） |                                     |
| 美妙全友情精選                      | 乗れない鉄道に乗ってみた!                 |                                     |

| 翡翠台 星期四、五 17:20－17:50 節目 6月12日（第18集（話））起，不再提供繁體或簡體中文字幕 4月24日 插入直播《神舟二十號》載人飛船升空，暫停播映 | 翡翠台 星期四、五 17:20－17:50 節目 6月12日（第18集（話））起，不再提供繁體或簡體中文字幕 4月24日 插入直播《神舟二十號》載人飛船升空，暫停播映 | 翡翠台 星期四、五 17:20－17:50 節目 6月12日（第18集（話））起，不再提供繁體或簡體中文字幕 4月24日 插入直播《神舟二十號》載人飛船升空，暫停播映 |
| --- | --- | --- |
| | 星光魔法 （2025年4月10日－2025年10月3日） | |
| 愛犬訊號 | — | |

#### 片頭曲
（第1話－第24話）（第48話作為插曲使用）
作詞：武田將彌、Cocoro.／作曲：武田將彌／編曲：佐藤厚仁／製作：Dream Monster
歌：鈴木杏奈
歌：菲絲莉妲（松本梨香）、瑪茲莉妲（松本梨香）（第48話）
（第25話－第39話）（第48話作為插曲使用）
作詞：山北早紀、（Dream Monster）／作曲、編曲：（Dream Monster）
歌：鈴木杏奈
（第40話－第51話）
作詞、作曲：金山秀士（Dream Monster）／編曲：Aira（Dream Monster）
歌：鈴木杏奈

#### 片尾曲
（第1話－第24話）
作詞、作曲、編曲：TeddyLoid
歌：陽比野祭（廣瀨千夏）、喵姆（小池理子）
（第25話－第50話）
作詞、作曲：／編曲：Toshihiro
歌：喵姆（小池理子）、奇姆姆（引坂理繪）、丘戎（吉河順央）

#### 插曲
（第1、2、4、7、9、10、12、13、16、19、22、27、41、50、51話）（第51話同時作為片尾曲使用）
作詞：兒玉雨子／作曲：michitomo／編曲：（GOLDTAIL）、michitomo
歌：陽比野祭（廣瀨千夏）、喵姆（小池理子）
歌：喵姆（小池理子）（第50話）
韓國版在閃耀吧！星夢頻道大型機台星夢彩蛋5彈開放這首歌曲(2022年12月22日到2023年2月22日)。
（第1、10、13、21、22、33、51話）
作詞：Carlos K.／作曲：Carlos K.、田中馬修／編曲：田中馬修
歌：珍妮弗·純戀·索爾（青野紗穗）
歌：珍妮弗·純戀·索爾（青野紗穗）、琉玫（羊宮妃那）（第51話）
（第3、6、8、10、11、17、22、34、43、47、48話）
作詞、作曲、編曲：TeddyLoid
歌：彌生雛（内田彩）、奇姆姆（引坂理繪）
韓國版在閃耀吧！星夢頻道大型機台星夢彩蛋6彈開放這首歌曲(2023年2月23日到5月3日)。
（第5、10、20、22、29、37、44、47、48話）
作詞：YJM／作曲、編曲：Rockwell
歌：甘瓜牛奶（相良茉優）、蜂蜜（小倉唯）
韓國版在閃耀吧！星夢頻道大型機台第四季二彈開放這首歌曲(2023年8月3日到11月1日)。
（第9、10、15、22、36、42、47、48話）
作詞：真崎繪里香／作曲、編曲：原田篤（Arte Refact）
歌：心愛檸檬（鈴木杏奈）、丘戎（吉河順央）
韓國版在閃耀吧！星夢頻道大型機台第四季1彈開放這首歌曲(2023年5月4日到8月2日)。
（第9話）
作詞、作曲：菅原幸枝
歌：明坂聰美
（第11話）
作詞、作曲、編曲：菅原幸枝
歌：伊藤加奈惠
（第14、18、22、32、46、47、48話）
作詞：天真滿／作曲、編曲：中村博
歌：皇天音（庄司宇芽香）、帕塔諾（小原好美）
韓國版在閃耀吧！星夢頻道大型機台第四季1彈開放這首歌曲(2023年5月4日到8月2日)。
「BOY MEETS GIRL」（第17話）
作詞、作曲：小室哲哉／編曲：michitomo
（第21、33、40話）
作詞、作曲、編曲：中村博
歌：珍妮弗·純戀·索爾（青野紗穗）
（第23、24、49話）
作詞：松井洋平／作曲、編曲：大熊淳生（Arte Refact）
歌：陽比野祭（廣瀨千夏）、彌生雛（内田彩）、甘瓜牛奶（相良茉優）、心愛檸檬（鈴木杏奈）、皇天音（庄司宇芽香）
歌：陽比野祭（廣瀨千夏）、彌生雛（内田彩）、甘瓜牛奶（相良茉優）、心愛檸檬（鈴木杏奈）、皇天音（庄司宇芽香）、御芽河梟（藤寺美德）（第49話）
（第25、26、30、39、45、47、48話）
作詞：YJM／作曲：SUIMMIN／編曲：SUIMMIN、Rockwell、松岡惠介
歌：御芽河梟（藤寺美德）
韓國版在閃耀吧！星夢頻道大型機台第四季二彈開放這首歌曲(2023年8月3日到11月1日)。
（第28、39、48話）
作詞：Natsume／作曲、編曲：DJ first
歌：伊吹橙真（梶原岳人）、休伊（田丸篤志）
（第31、39、48話）
作詞：YJM／作曲、編曲：SUIMMIN、Rockwell、松岡惠介
歌：陽比野祭（廣瀨千夏）、御芽河梟（藤寺美德）
（第35、39、48話）
作詞：工藤寬顯／作曲、編曲：TO-me
歌：彌生雛（内田彩）、皇天音（庄司宇芽香）
（第38、39、44、48話）
作詞：工藤寬顯／作曲、編曲：酒井祐輝
歌：甘瓜牛奶（相良茉優）、心愛檸檬（鈴木杏奈）
（第40、49話）
作詞、作曲：松崎啟介／編曲：
歌：珍妮弗·純戀·索爾（青野紗穗）

## 外部連結
- （日語）「星光魔法」官網 （页面存档备份，存于）
- （日語）電視動畫「星光魔法」東京電視台官網 （页面存档备份，存于）